# Incantation (US-amerikanische Band)
Incantation ist eine US-amerikanische Death-Metal-Band aus Johnstown, Pennsylvania, die im Jahr 1989 gegründet wurde.

## Geschichte
Die Band wurde im August 1989 von dem Gitarristen Brett Mackowski und dem Bassisten Aragon Amori, welche zuvor bereits bei einer Band zusammen bei Blood Thirsty Death zusammen spielten, sowie dem Gitarristen John McEntee und dem Schlagzeuger Paul Ledney gegründet, die sich bereits bei ihrer Tätigkeit bei Revenant kannten. Es folgte ein erstes Demo, auf dem unter anderem eine Coverversion von Hellhammers The Third of the Storms enthalten war, ehe Machowski, Amori und Ledney die Band verließen, um Profanatica zu gründen. Als Ersatz kamen der Bassist Ronnie Deo, welcher durch eine Anzeige in einer lokalen Zeitung auf die Band aufmerksam wurde, sowie der Gitarrist Sal Seijo und der Schlagzeuger Peter Barnevic zur Besetzung. McEntee trat zudem kurzzeitig der Band Mortician bei. Im Gegenzug kam Mortician-Sänger Will Rahmer zur Besetzung und war auf der ersten EP der Band zu hören, die über Seraphic Decay Records erschien. Kurz nach den Aufnahme verließen Seijo und Barnevic die Band wieder. Als neuer Schlagzeuger stieß Jim Roe zur Besetzung, welcher erneut auf eine Anzeige in derselben lokalen Zeitung wie zuvor reagiert hatte, während als neuer Gitarrist Bill Venner kurzzeitig zur Besetzung kam. Venner wurde etwas später durch Craig Pillard ersetzt, der neben der Gitarre auch noch den Gesang übernahm. Für das Jahr 1991 wurden Split-Veröffentlichungen mit Amorphis und Goreaphobia angekündigt, die jedoch nicht erscheinen sollten. Die Band unterzeichnete einen Vertrag bei Relapse Records und veröffentlichte hierüber ihre EP Entrantment of Evil, welche eine der ersten Veröffentlichungen des Labels war. In der neuen Besetzung folgte im Jahr 1992 über Relapse Records das Debütalbum Onward to Golgotha, während das Album in Europa bei Nuclear Blast vertrieben wurde. Danach folgte eine Tour zusammen mit Anal Cunt und Phlegm. Nach einer Tour durch Kanada und die USA verließ der Bassist Deo die Band im November 1992. Etwas später kam Dan Kamp als neuer Bassist zur Besetzung. Während dieser Zeit schrieb die Band an einem neuen Album und steuerte zudem das Lied Emaciated Holy Figure zur Kompilation Death Is Just the Beginning bei. Zudem hielt die Band Auftritte zusammen mit Autopsy, Vital Remains und Morgue ab. Aus persönlichen Gründen verließ Jim Roe die Band, dem kurz darauf Kamp folgte. Etwa im November 1993 kamen der Bassist Dave Niedrist und der Schlagzeuger John Brody zur Besetzung.
Anfang 1994 nahm die Band ihr nächstes Album auf, wobei Roe hierauf erneut das Schlagzeug spielte, damit sich Brody auf die anschließende erste Europatournee der Band vorbereiten konnte. Das Album erschien unter dem Namen Mortal Throne of Nazarene. Die Tournee wurde daraufhin zusammen mit Sinister und Dead Head abgehalten. Im Juli 1994 verließ Craig Pillard die Band und wurde durch Duane Morris für die Sommertournee ersetzt. Morris arbeitete eigentlich als Merchandiser auf der Tournee. Nach der Tour verließen alle Mitglieder bis auf McEntee und Morris die Band. Die beiden zogen daraufhin von New Jersey nach Cleveland, Ohio. Dort stießen sie auf den Schlagzeuger Kyle Severn und einen Bassisten. Letzterer stieg vor einer Tour zusammen mit Grave und Fear of God jedoch wieder aus, sodass diese ohne Bassisten abgehalten wurde. Anfang 1995 kam Mike Donnelly als neuer Bassist zur Band. Im selben Jahr erschien das Album Upon the Throne of Apocalypse, das eine Wiederveröffentlichung des Albums Mortal Throne of Nazarene mit umgekehrter Abspielfolge der Lieder war. Nach dem Beitritt von Donnelly folgte eine Tour zusammen mit Immolation. Nach einer Tour durch Mexiko verließ Duane Morris kurzzeitig die Band, kehrte jedoch im Mai für eine dreimonatige Tour durch Kanada und die USA zurück. Während der Tour verließ Morris die Band erneut, sodass Daniel Corchado zur Band kam. Nachdem die Tour beendet worden war, verließen er und Mike Donnelly die Band. Im Dezember 1995 entschieden sich Severn und McEntee dazu, ein Demo aufzunehmen. Daraufhin kamen die Bassistin Mary Ciullo und der Gitarrist Mike Saez zur Band. In dieser Besetzung folgten drei Auftritte in den USA. Im März 1996 kam Kevin Hughes als neuer Bassist zur Band, dem kurz darauf der Gitarrist und Sänger Nathan Rossi folgte. Im Sommer folgten viele Proben, ehe die Band auf eine US-Tournee zusammen mit Anal Cunt und Mortician ging und Rossi die Band wieder verließ. Auf der Mitte 1997 erschienenen EP The Forsaken Mourning of Angelic Anguish war Craig Pillard als neuer Sänger zu hören. Pillard sollte auch auf der EP Tribute to the Goat zu hören sein. Mike Saez, der mittlerweile den Bass spielte, wechselte auf der anschließenden Tournee zur E-Gitarre, sodass Daniel Corchado den Bass und den Gesang übernahm. Während der Tour fiel Saez jedoch aus, sodass Corchado zur E-Gitarre wechselte, sodass diese Tour erneut ohne Bassist abgehalten wurde. Im Folgejahr schloss sich über Relapse Records das Album Diabolical Conquest an. Kurz nach der Veröffentlichung stieß der Bassist Robert Yench zur Band. Während einer Tour zusammen mit Morbid Angel und Vader verließ Corchada die Band, wofür Gitarrist und Sänger Tom Stevens zur Band kam. An einer Tour durch Kanada konnte Stevens nicht teilnehmen, da er aufgrund einiger Straftaten die Grenze nicht überschreiten durfte, sodass Chris Dora für ihn einsprang. Im Anschluss spielte die Band Auftritte in den USA. Nach einem Auftritt verunfallte der Tourbus der Gruppe, wobei Severn und McEntee schwer verletzt wurden. Daraufhin stieg Schlagzeuger Severn bei der Band aus, sodass er durch Clay Lytle ersetzt wurde. Danach versetzte McEntee den Sitz der Band nach Johnstown in Pennsylvania. Er lernte daraufhin Rick „Slim“ Boast kennen, sodass dieser als neuer Schlagzeuger zur Band kam. Danach folgte eine US-Tournee zusammen mit Kristin und Angelcorpse. Nach der Tour verließ Boast die Band wieder, sodass Chris Dora, dieses Mal nicht als Sänger, zur Band zurückkehrte. Auf der nächsten Tour, die Mitte April 1999 begann, war dann Mark Perry als neuer Schlagzeuger vertreten. Auch Perry verließ kurz darauf die Band wieder, dem Tom Stevens folgte. Für Auftritte in Argentinien spielte Dora das Schlagzeug erneut, während Mike Saez den Gesang und das Spiel der Gitarre übernahm. Nach den Auftritten begannen die Arbeiten zum nächsten Album, wobei Dave Culross als neuer Schlagzeuger vertreten war. Auf dem 2000er-Album The Infernal Storm bestand die Gruppe aus dem Sänger Mike Saez, dem Schlagzeuger Dave Culross und dem Bassisten Yench. Auf der folgenden Tour war Richard Christy (Ex-Death/Iced Earth) als neuer Schlagzeuger vertreten. Im August 2000 kehrte Kyle Severn zur Band zurück, ehe Auftritte zusammen mit Nile und Impaled folgten. Es folgte unter anderem ein Konzert zusammen mit Goatwhore und Immolation. Während des Konzertes kam es zu einer Messerstecherei, bei der Saez verletzt wurde. Ein Konzert in Brasilien wurde danach aufgenommen und im Jahr 2001 als Live-Album unter dem Namen Live - Blasphemy in Brazil Tour veröffentlicht. Im Februar 2001 gab die Band ihre Trennung von Relapse Records bekannt und wechselte zu Necropolis Records.
Nach der Veröffentlichung des Live-Albums verließ Yench die Band und wurde im selben Jahr durch Joey Lombard ersetzt, der erstmals im Jahr 2002 auf dem Album Blasphemy zu hören sein sollte. Danach waren Auftritte in Europa geplant, die jedoch aufgrund von Rückenbeschwerden von Saez abgesagt werden mussten. Daraufhin schlossen sich US-Auftritte zusammen mit Cannibal Corpse, Pissing Razors und Dark Funeral an. Die Band spielte im selben Jahr auch in Worcester zusammen mit Cannibal Corpse, Arch Enemy, Dark Funeral und Killswitch Engage. Anfang 2003 verließ Saez die Band, woraufhin John McEntee den Gesang übernahm. Nachdem mit Lou „Sonny“ Lombardozzi als neuer Gitarrist zur Gruppe gekommen war, folgten Auftritte zusammen mit Pungent Stench, Beyond the Embrace und Rune. Danach folgten Auftritte in Australien, wobei die Mitglieder bei einem Autounfall leicht verletzt wurden. Danach begab sich die Band, nun bestehend aus McEntee, Severn und Lombard, ins Studio, um das Album Decimate Christendom aufzunehmen. Im Sommer 2004 folgten zusammen mit Behemoth und Krisiun Auftritte in Europa. Es schlossen sich weitere Auftritte an, wobei die gesamte Gruppe wegen diverser Rechtsprobleme nicht mehr in Kanada spielen konnte. 2005 hielt die Band Auftritte in den USA ab zusammen mit Hate Eternal, Into Eternity und All Shall Perish. Zudem spielte die Band in diesem Jahr weitere Auftritte, darunter auch ein Auftritt in der Essener Zeche Carl zusammen mit Nile, Unleashed, Pungent Stench und Behemoth. Im Sommer begab sich die Band erneut ins Studio, woraufhin die Aufnahmen im Herbst Primordial Domination beendet wurde. Das Album erschien über Ibex Moon Records, das Label, das 2002 von John McEntee gegründet wurde.
Im Februar 2007 folgten erneut Auftritte in Europa zusammen mit Carpathian Forest, Malevolent Creation, Rotting Christ und Neuraxis. Die Band spielte dabei unter anderem auch in Essen zusammen mit Rotting Christ, Malevolent Creation, Neuraxis, Harm, Mystic Circle und Inactive Messiah. Nach der Rückkehr in die USA verließ Bassist Lombard die Band und wurde durch Roberto Lizarraga ersetzt. Am 3. Januar 2012 verstarb der ehemalige Bassist Dave Lombard. Im selben Jahr unterzeichnete die Band einen Vertrag bei Listenable Records und nahm unter anderem am Summer Breeze teil. Im selben Jahr erschien über Listenable Records das Album Vanquish in Vengeance. Momentan besteht die Band aus dem Gitarristen und Sänger John McEntee, dem Schlagzeuger Kyle Severn, dem Gitarristen Alex Bouks und dem Bassisten Chuck Sherwood. Im August 2013 wurde eine Split-Veröffentlichung zusammen mit Archgoat über Nuclear War Now! Productions angekündigt. Der Teil von Archgoat soll aus dem Demo Jesus Spawn vom Jahr 1991 entstehen, während Incantations Seite aus dem Demo des Jahres 1990, sowie bisher unveröffentlichtem Aufnahmen ihres ersten Auftrittes bestehen soll.

## Stil
Mackowski und Amori, die später die Black-Metal-Band Profanatica gründeten, wurden durch Bands wie Venom, Necrovore, Sarcófago und Bathory beeinflusst. Onward to Golgotha bot aggressiven, monotonen Death Metal, vergleichbar mit den Werken von Suffocation. Auf Mortal Throne of Nazarene spielte die Band Death Metal, der Einflüsse aus Thrash Metal und Grindcore aufwies. Der aggressive, gutturale Gesang sei dabei laut Martin Popoff so unverständlich, dass man nicht ein Wort davon verstehen könne, selbst wenn man dabei den Text parallel mitlesen würde. The Forsaken Mourning of Angelic Anguish wies monotonenen und aggressiven Death Metal auf, mit Einflüssen aus dem Doom Metal. Zudem waren hierauf die extrem tief gestimmten Gitarren und der tiefe, an alte Cannibal Corpse erinnernde gutturale Gesang charakteristisch. Auch auf Diabolical Conquest waren Einflüsse aus dem Doom Metal hörbar. Ansonsten dominierte auf dem Album extrem aggressiver und sehr schnell gespielter Death Metal, vergleichbar mit den Werken von Immolation und Nile. Auf The Infernal Storm änderte sich im Vergleich zum Vorgänger kaum etwas: Der gutturale Gesang war extrem tief, während die Lieder zwischen langsamen und schnellen, grindcoreartigen Teilen schwankten. Decimate Christendom bot Death Metal, der zwischen schnell gespielten, aggressiven Passagen und langsamen, groovenden Teilen schwankte. Auch auf dem Album Blasphemy war klassischer, antichristlicher Death Metal zu hören, wobei Lieder wie His Weak Hand oder Uprising Heresy an Morbid Angel erinnerten. Auf Vanquish in Vengeance spielte die Band ebenfalls klassischen, aggressiven Death Metal mit Doom-Metal-Einflüssen. Das extrem tiefe, langgezogene Growling erinnerte an die alten Werke von Cannibal Corpse. Die Texte der Lieder sind meist von blasphemischer Natur.

## Diskografie
- 1990: Demo
- 1990: Entrantment of Evil (EP, Seraphic Decay Records)
- 1990: Rehearsal (Demo)
- 1991: Deliverance of Horrific Prophecies (EP, Relapse Records)
- 1992: Onward to Golgotha (Album, Relapse Records, Nuclear Blast (Europa))
- 1994: Mortal Throne of Nazarene (Album, Relapse Records)
- 1995: Upon the Throne of Apocalypse (Alternativ-Mix von Mortal Throne of Nazarene mit Umgekehrter Abspielfolge der Lieder, Relapse Records)
- 1996: Promo (Demo)
- 1997: Tribute to the Goat (Live-Album, Elegy Records, Auflage: 1000, 666 mit Ziegenblut beschmiert)[29]
- 1997: The Forsaken Mourning of Angelic Anguish (EP, Repulse Records)
- 1998: Diabolical Conquest (Album, Relapse Records)
- 2000: The Infernal Storm (Album, Relapse Records)
- 2001: Live - Blasphemy in Brazil Tour (Live-Album, Mutilation Records)
- 2002: Relapse Singles Series Vol.1 (Split mit Velcro Overdose, Face of Decline, Apparition, Relapse Records)
- 2003: Blasphemy (Album, Necropolis Records (USA), Candlelight Records (Europa))
- 2004: Relapse Singles Series Vol.3 (Split mit Rottrevore, Repulsion und Monstrosity, Relapse Records)
- 2004: Decimate Christendom (Olympic Records/Century Media (USA), Listenable Records (Europa))
- 2006: Thieves of the Cloth (Single, Ibex Moon Records)
- 2006: Primordial Domination (Album, Ibex Moon Records (USA), Listenable Records (Europa))
- 2008: Blasphemous Cremation (EP, Necroharmonic Records)
- 2010: Scapegoat (Single, Ibex Moon Records)
- 2011: Afterparty Massacre (Split mit Denial Fiend)
- 2012: Degeneration (Single, Decibel)
- 2012: Vanquish in Vengeance (Album, Listenable Records)
- 2013: Reh & Live 1990/Jesus Spawn (Split mit Archgoat, Nuclear War Now! Productions)
- 2014: Dirges of Elysium (Album, Listenable Records)
- 2017: Profane Nexus (Album, Relapse Records)
- 2020: Sect of Vile Divinities (Album, Relapse Records)
- 2023: Unholy Deification (Album, Relapse Records)